# أليسون أنان
أليسون أنان (بالإنجليزية: Alyson Annan) هي لاعب هوكي الحقل أسترالية، ولدت في 21 يونيو 1973 في Wentworthville, New South Wales ‏ في أستراليا.

## وصلات خارجية
- أليسون أنان على موقع الاتحاد الدولي للهوكي (الإنجليزية)
- أليسون أنان على موقع اللجنة الأولمبية الدولية (الإنجليزية)
- أليسون أنان على موقع أوليمبيديا (الإنجليزية)
- أليسون أنان على موقع اللجنة الأولمبية الأسترالية (الإنجليزية)
- أليسون أنان على موقع اتحاد ألعاب الكومنولث (مؤرشف) (الإنجليزية)
- أليسون أنان على موقع قاعة أستراليا للمشاهير الرياضية (الإنجليزية)